# Copa Oro de la Concacaf
La Copa Oro de la Concacaf (en inglés, CONCACAF Gold Cup), conocida popularmente como Copa Oro, es el torneo internacional de selecciones nacionales de fútbol más importante de Norteamérica, Centroamérica y el Caribe, organizado por la Concacaf cada dos años. En su edición inaugural, el torneo tenía el nombre de Campeonato de Naciones de la Concacaf o Campeonato Concacaf, y recibió su denominación actual en 1991. Reemplazó a la Copa CCCF (organizada solo para países de Centroamérica y las Islas del Caribe) y a la Copa NAFC (organizada solo para países de Norteamérica y Cuba en un primer tiempo). El torneo fue realizado hasta 1989, aunque entre 1973 y 1989 fue acoplado a la ronda final de las Clasificación para la Copa Mundial.
La Copa Oro, incluyendo la Copa Concacaf, ha sido realizada en 26 ocasiones, en las que siete países han alzado la copa: México es el equipo más exitoso, con trece victorias; Estados Unidos le sigue con siete trofeos; Costa Rica con tres conquistas; Canadá la ha ganado dos veces, en tanto que Guatemala, Haití y Honduras se han titulado campeones una sola ocasión. El torneo presenta un fuerte dominio de los equipos norteamericanos y centroamericanos: los primeros ganaron el título en 21 ocasiones, mientras que los centroamericanos lo ganaron en 5 ocasiones; y solo un equipo de la región del Caribe ha ganado el título: Haití.
A partir de 1991, Concacaf decidió separar el torneo continental de las instancias finales de la eliminatoria, dando paso a la actual versión del certamen, la Copa de Oro, cuya primera edición tuvo lugar en los Estados Unidos ese mismo año. El torneo se ha realizado, en los Estados Unidos, a excepción de cinco ocasiones, en dos ocasiones (1993 y 2003) en que fue organizado junto con México, otras tres ocasiones (2015, 2023 y 2025) en que fue organizado junto con Canadá, y una ocasión (2019) en que fue organizado junto con Costa Rica y Jamaica. 
Hasta la Copa Oro de 1993 participaban solo ocho países, cupo que fue aumentado a nueve para el evento de 1996, a diez en 1998 y doce en 2000; y desde la edición de 2019 participan dieciséis países, elegidos a través de un sistema de clasificatorias. El torneo incluyó países invitados de diferentes confederaciones, como la Conmebol, CAF y AFC sin embargo la confederación decidió que a partir de 2007 el torneo fuera exclusivo para países pertenecientes a la confederación, hasta 2021 luego de que se confirmó la participación de Catar para esa edición, quien nuevamente participaría dos años después.
El certamen servía como vía de clasificación a la Copa FIFA Confederaciones hasta 2019, cuando la FIFA decidió acabar con este torneo. Desde la edición de 1991 hasta la edición de 2011 el campeón de la edición antecesora al torneo clasificaba directamente. A partir de la ediciones de 2013 y 2015, los campeones de cada edición (una disputada un año antes y otra un año después del Mundial) disputan un partido extra denominado Copa Concacaf, el vencedor del partido obtiene el cupo, y en caso de que un equipo resulte vencedor de ambas copas, clasifica directamente.

## Historia

### Antecedentes y creación del Campeonato de Naciones de la Concacaf (1963-1989)
En 1938 se fundó la Confederación Centroamericana y del Caribe de Fútbol (CCCF) y tres años después se dio inicio a la Copa CCCF. La selección de Costa Rica fue la más laureada de la competición con siete ediciones de las diez disputadas.
En 1947, se fundó oficialmente la Copa de Naciones Norteamericana, a pesar de ello solo fueron disputadas dos ediciones en las cuales México se proclamó campeón.
En 1961 la Confederación Centroamericana y del Caribe de Fútbol (CCCF) y la North American Football Confederation (NAFC) se unificaron para albergar a todas las federaciones de la región en una sola entidad confederativa: la Confederación de Fútbol Asociación del Norte, Centroamérica y el Caribe (CONCACAF). Dos años después se dio inicio a la Copa de Naciones de Concacaf en El Salvador, el primer torneo oficial de selecciones de la naciente confederación, el primer campeón histórico fue Costa Rica. La Selección de México se unió al palmarés tras ganar la edición de 1965. Las selecciones centroamericanas Costa Rica y Guatemala tuvieron su mejor época al conquistar el Campeonato de 1967 y 1969, respectivamente. Posteriormente México obtendría su segunda copa en 1971.
A partir de 1973 el torneo sirvió como clasificatorio a la Copa Mundial de la FIFA: el anfitrión de ese año, Haití, accedió por primera y única vez a un mundial, el de Alemania Federal 1974, al ganar el torneo. México logró su tercer título y la clasificación a Argentina 1978 siendo local en 1977.
El campeón de 1981 fue el anfitrión Honduras que ganó el derecho de asistir a la Copa Mundial de Fútbol de 1982 por primera vez en su historia. A razón de que los torneos eran dominados por los anfitriones, en 1985 y 1989 no hubo una sede fija y el ganador del torneo eliminatorio para la Copa Mundial de Fútbol fue coronado de nuevo el campeón de la Concacaf. Canadá y Costa Rica fueron los campeones de 1985 y 1989, respectivamente. Finalmente, el Campeonato de Naciones de la Concacaf fue reemplazada por la Copa de Oro de la Concacaf en 1991.

### Instauración de la Copa Oro de la Concacaf (1991-1998)
En 1990, la Concacaf decidió renovar el torneo y para ello restablecer el formato de sedes fijas y el nombre de dicha competición cambiaría a «CONCACAF Gold Cup», Copa de Oro de la CONCACAF en español. A partir de 1991, el evento sería albergado cada dos años por esta confederación, especialmente en Estados Unidos. El formato se mantendría constantemente con una primera ronda de grupos, pero la ronda final variaría entre una nueva fase grupal o un sistema de eliminación directa hasta obtener al campeón.   
La primera edición del nuevo certamen se celebró en Estados Unidos, con la novedad de que desde aquella competición el campeón disputaría la «Copa Rey Fahd», —antecesora homóloga de la Copa Confederaciones—, la cual tuvo su primera edición en Arabia Saudita 1992. Estados Unidos tras vencer a México en la semifinal en aquella ocasión clasificó a la final, donde logró obtener su primer título oficial ante Honduras (quien había vencido a Costa Rica), luego de empatar sin anotaciones y resultar vencedor por 4-3 en penales. Mientras que México venció 2-0 a Costa Rica en el partido por el tercer puesto. El centrocampista mexicano Benjamín Galindo fue el máximo artillero del certamen con cuatro anotaciones.
En 1993, Estados Unidos y México fueron los países anfitriones del certamen, ambos seleccionados se enfrentaron en la final que tuvo como sede el Estadio Azteca, la selección mexicana obtuvo de forma contundente su cuarto título continental de manera invicta después de 16 años sin conseguirlo con un marcador de 4-0 sobre los estadounidenses, en aquella ocasión México impuso el récord de la mayor cantidad de goles marcados en una sola edición con 28 anotaciones, además contó con Luis Roberto Alves como goleador con 11 tantos, también imponiendo récord de goles de un futbolista en un mismo torneo.
Para la edición de 1996, la Concacaf aumentó el número de equipos a nueve, además en esa edición Brasil, que fue invitado por la organización a participar logró el subcampeonato tras derrotar 1-0 a Estados Unidos en semifinales y caer en el partido decisivo ante México (quien derrotó a Guatemala en la antesala de la final) por 2-0 con goles de Cuauhtémoc Blanco. En aquella ocasión México se convirtió en el primer seleccionado bicampeón de la confederación y clasificó para la Copa FIFA Confederaciones 1997.
En la edición de 1998, nuevamente se incrementó el número de equipos a diez, y por segunda ocasión Brasil actuó como invitado en la competición. Por segunda ocasión desde 1993, Estados Unidos y México se enfrentaron en la final, México se consagró campeón de Concacaf con Luis Hernández como figura marcando el gol del triunfo, México obtuvo su sexto título continental y su tercer campeonato consecutivo, al finalizar el siglo XX la selección de México impuso un dominio del certamen durante la década de 1990.

### SigloXXI
En la Copa Oro 2000, la disputaron un total de doce equipos, tres de ellos fueron escuadras invitadas: Colombia, Corea del Sur y Perú. La selecciones de Estados Unidos y México se presentaron con planteles suplentes por primera vez en la historia; la selección de Canadá fue la gran sorpresa tras eliminar a los mexicanos y a Trinidad y Tobago en ese orden, y la selección sudamericana Colombia derrotó a Estados Unidos y a Perú. En la final Canadá alzó su segundo título continental con un triunfo por 2-0 a los colombianos con goles de deVos y de Carlo Corazzin. El canadiense Carlo Corazzin fue el goleador con cuatro anotaciones.
El torneo se celebró cinco meses antes de la Copa Mundial de la FIFA de 2002, Ecuador y Corea del Sur conformaron la lista de invitados. El Team USA con la joven promesa Landon Donovan avanzó a la final, como antecedente venciendo 4-0 a El Salvador y en penales a Canadá, mientras que Costa Rica triunfó por 2-1 en tiempos extra ante Haití y ante Corea del Sur por 3-1. Los estadounidenses obtuvieron su segunda copa oro, imponiéndose por 2-0 con anotaciones de Josh Wolff y Jeff Agoos, ante el cuadro costarricense. Además como segunda distinción, Brian McBride con cuatro tantos se convirtió en el goleador del certamen.

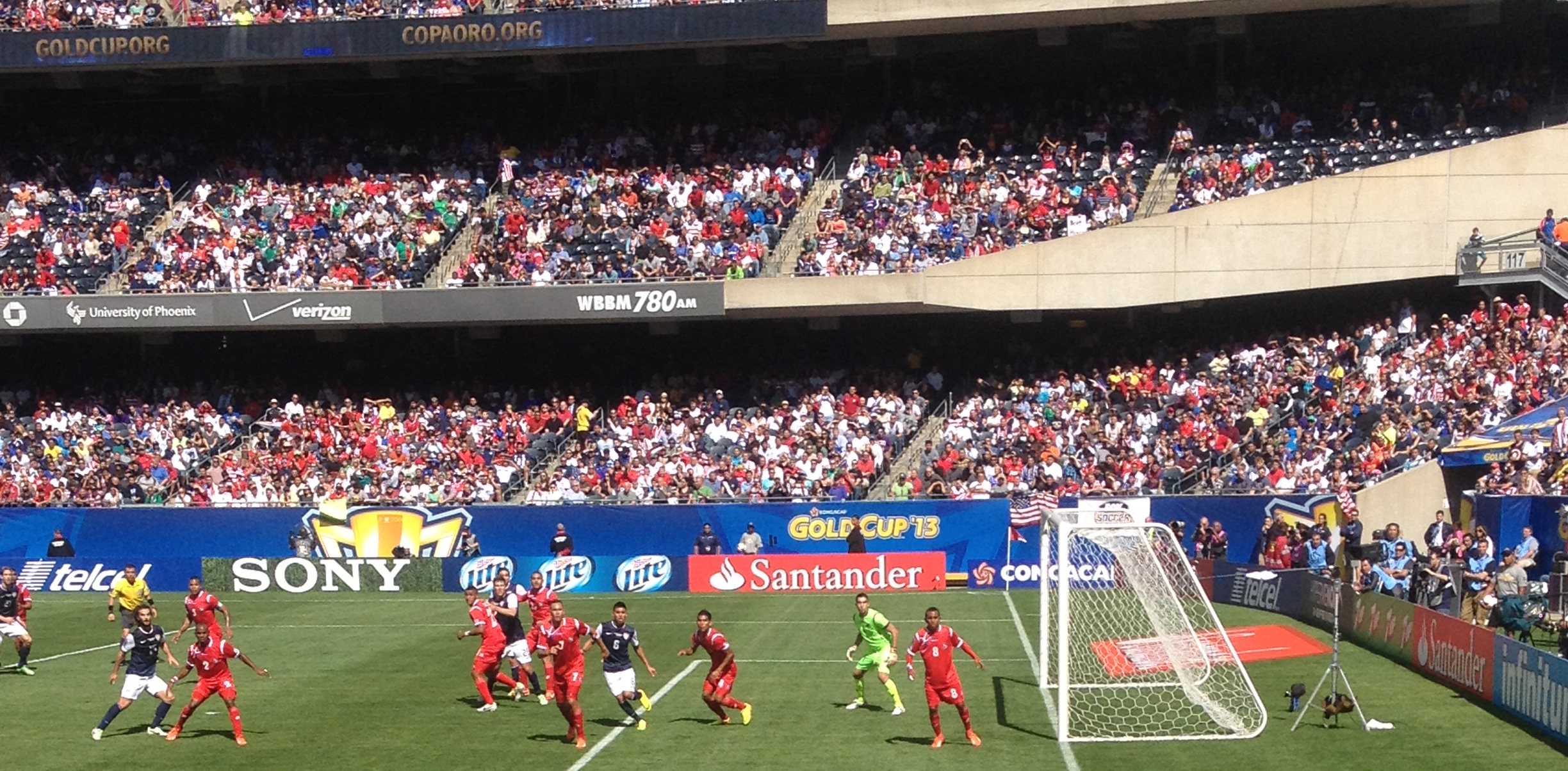
Final de la Copa Oro de 2013, entre y.

El año siguiente el torneo de 2003, por segunda vez Estados Unidos compartió la organización de la competencia con México; se invitaron a las selecciones Colombia y Brasil. Tal como ocurrió en 1996, México y Brasil se disputaron el título con el Tri eliminando a Jamaica por 5-0 y a Costa Rica 2-0, mientras La Verdeamarela dejó en el camino a los colombianos por 2-0 y a Estados Unidos por 2-1. La final por segunda ocasión se disputó en el Estadio Azteca, en una final muy reñida, los equipos empataron sin goles, forzando a disputar tiempos extra, donde un gol de oro de Daniel Osorno le dio a los mexicanos su séptimo título. El costarricense Walter Centeno y el estadounidense Landon Donovan con cuatro goles terminaron como los máximos anotadores.
En 2005, Estados Unidos obtuvo su tercera conquista al vencer por 3-1 en penales a Panamá tras empate de 0-0, antes consiguiendo victorias de 3-1 ante Jamaica y 2-1 sobre Honduras. En la edición de 2007, los Estados Unidos defendieron con éxito el título venciendo 2-1 a Panamá y Canadá con anterioridad y finalmente a México en la final por 2-1 en Chicago con goles de Landon Donovan y Feilhaber.
En la Copa Oro 2009, México logró conquistar su octavo título después de vencer a los Estados Unidos por un marcador de 5-0, siendo hasta el momento el resultado más grande en una final en la historia de la competición. Para la Copa Oro 2011, México logró su noveno campeonato por victoria de 4-2 y por segunda ocasión consecutiva a los Estados Unidos en la final de Pasadena, tras ir perdiendo inicialmente por 0-2.
En la edición de 2013, ocho años después se repitió la final de 2005, Estados Unidos nuevamente derrotó en la final a Panamá con único gol de Shea y obteniendo su quinta copa. La edición de 2015, también organizada por Canadá, México obtuvo su décima copa a costa de Jamaica por 3-1 con goles de Andrés Guardado, Jesús Corona y Oribe Peralta. Los dos campeones vigentes disputaron el boleto para la Copa FIFA Confederaciones 2017, el 10 de octubre en el Rose Bowl de Pasadena, México consiguió el cupo en la prórroga con una victoria de 3-2.
En 2017, la selección de Estados Unidos alcanzó su sexto título internacional con una victoria en la final de 2-1 ante Jamaica. En 2019, México se alzó con su decimoprimer título, derrotando a Estados Unidos en la final por marcador de 1-0.
En 2021, la selección de Estados Unidos alcanzó su séptimo título internacional con una victoria en la final de 1-0 ante México. En 2023, la selección de México alcanzó su decimosegundo título del certamen tras imponerse 1-0 a Panamá en una final muy cerrada.

## Sistema de clasificación
- Las seis selecciones participantes en el último hexagonal final de la Clasificación para la Copa Mundial de Fútbol anterior clasifican directamente.
- Las diez selecciones mejor ubicadas en la Clasificación para la Liga de Naciones de la Concacaf complementan los dieciséis cupos.

## Selecciones participantes

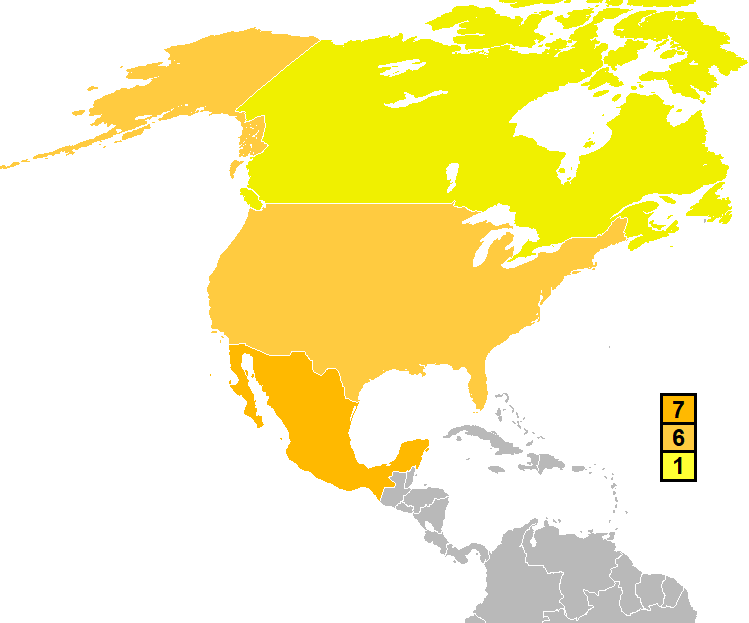
Mapa de ganadores de la Copa de Oro de la CONCACAF.

Desde 1963 hasta 2023, 30 equipos diferentes han participado a lo largo de su historia. De todos estos equipos, solo siete han llegado a la final del torneo considerando que desde 1991 se disputa un partido de final y tres han alcanzado la victoria. Curiosamente los tres equipos son norteamericanos: Canadá, Estados Unidos y México. 
Contabilizando el antiguo formato (Copa Concacaf), México es el equipo más exitoso, al alcanzar doce campeonatos, seguido por Estados Unidos con siete y Costa Rica con tres. En términos estadísticos, México es el equipo con más victorias, seguido por Estados Unidos y Costa Rica.
México y los Estados Unidos son, además, los únicos equipos que han ganado torneos consecutivamente: México logró tres consecutivos en 1993, 1996 y 1998; y dos en 2009 y 2011, mientras que los estadounidenses lograron dos en 2005 y 2007. Ambos equipos se han enfrentado en siete finales (1993, 1998, 2007, 2009, 2011, 2019 y 2021) en cinco ha salido victorioso México y los estadounidenses en 2007 y 2021. La final de 1998, además, fue la primera en que se coronó a un tricampeón.
De los siete equipos campeones, todos a excepción de El Salvador, Guatemala y Trinidad y Tobago, han sido campeones al menos una vez cuando el torneo fue organizado en su casa.
En cuanto a las participaciones desde 1963, México cuenta con veintiséis presencias de los veintiocho eventos organizados. En cuanto a las participaciones en la Copa de Oro, Estados Unidos y México son los únicos equipos presentes en todos los eventos, le siguen Canadá, Costa Rica y Honduras con dieciséis participaciones.

## Historial
| Edición                                   | Campeón                               | Resultado                             | Subcampeón                            | Tercer puesto / Semifinalistas        | Tercer puesto / Semifinalistas        | Tercer puesto / Semifinalistas        | N.º. de selecciones                   |                                       |
| Campeonato de Naciones de la Concacaf     | Campeonato de Naciones de la Concacaf | Campeonato de Naciones de la Concacaf | Campeonato de Naciones de la Concacaf | Campeonato de Naciones de la Concacaf | Campeonato de Naciones de la Concacaf | Campeonato de Naciones de la Concacaf | Campeonato de Naciones de la Concacaf | Campeonato de Naciones de la Concacaf |
| ----------------------------------------- | ------------------------------------- | ------------------------------------- | ------------------------------------- | ------------------------------------- | ------------------------------------- | ------------------------------------- | ------------------------------------- | ------------------------------------- |
| El Salvador 1963                          | Costa Rica                            | Lig.                                  | El Salvador                           | Antillas Neerlandesas                 | Lig.                                  | Honduras                              | 9                                     |                                       |
| Guatemala 1965                            | México                                | Lig.                                  | Guatemala                             | Costa Rica                            | Lig.                                  | El Salvador                           | 6                                     |                                       |
| Honduras 1967                             | Guatemala                             | Lig.                                  | México                                | Honduras                              | Lig.                                  | Trinidad y Tobago                     | 6                                     |                                       |
| Costa Rica 1969                           | Costa Rica                            | Lig.                                  | Guatemala                             | Antillas Neerlandesas                 | Lig.                                  | México                                | 6                                     |                                       |
| Trinidad y Tobago 1971                    | México                                | Lig.                                  | Haití                                 | Costa Rica                            | Lig.                                  | Cuba                                  | 6                                     |                                       |
| Haití 1973                                | Haití                                 | Lig.                                  | Trinidad y Tobago                     | México                                | Lig.                                  | Honduras                              | 6                                     |                                       |
| México 1977                               | México                                | Lig.                                  | Haití                                 | El Salvador                           | Lig.                                  | Canadá                                | 6                                     |                                       |
| Honduras 1981                             | Honduras                              | Lig.                                  | El Salvador                           | México                                | Lig.                                  | Canadá                                | 6                                     |                                       |
| Concacaf 1985                             | Canadá                                | Lig.                                  | Honduras                              | Costa Rica                            | Lig.                                  | El Salvador                           | 9                                     |                                       |
| Concacaf 1989                             | Costa Rica                            | Lig.                                  | Estados Unidos                        | Trinidad y Tobago                     | Lig.                                  | Guatemala                             | 5                                     |                                       |
| Copa Oro                                  |                                       |                                       |                                       |                                       |                                       |                                       |                                       |                                       |
| Estados Unidos 1991                       | Estados Unidos                        | 0 - 0 (4 - 3 pen.)                    | Honduras                              | México                                | 2 - 0                                 | Costa Rica                            | 8                                     |                                       |
| Estados Unidos y México 1993              | México                                | 4 - 0                                 | Estados Unidos                        | Costa Rica                            | 1 - 1                                 | Jamaica                               | 8                                     |                                       |
| Estados Unidos 1996                       | México                                | 2 - 0                                 | Brasil                                | Estados Unidos                        | 3 - 0                                 | Guatemala                             | 9                                     |                                       |
| Estados Unidos 1998                       | México                                | 1 - 0                                 | Estados Unidos                        | Brasil                                | 1 - 0                                 | Jamaica                               | 10                                    |                                       |
| Estados Unidos 2000                       | Canadá                                | 2 - 0                                 | Colombia                              | Trinidad y Tobago y Perú1             | Trinidad y Tobago y Perú1             | Trinidad y Tobago y Perú1             | 12                                    |                                       |
| Estados Unidos 2002                       | Estados Unidos                        | 2 - 0                                 | Costa Rica                            | Canadá                                | 2 - 0                                 | Corea del Sur                         | 12                                    |                                       |
| Estados Unidos y México 2003              | México                                | 1 - 0 (g.o.)                          | Brasil                                | Estados Unidos                        | 3 - 2                                 | Costa Rica                            | 12                                    |                                       |
| Estados Unidos 2005                       | Estados Unidos                        | 0 - 0 (3 - 1 pen.)                    | Panamá                                | Honduras y Colombia1                  | Honduras y Colombia1                  | Honduras y Colombia1                  | 12                                    |                                       |
| Estados Unidos 2007                       | Estados Unidos                        | 2 - 1                                 | México                                | Canadá y Guadalupe1                   | Canadá y Guadalupe1                   | Canadá y Guadalupe1                   | 12                                    |                                       |
| Estados Unidos 2009                       | México                                | 5 - 0                                 | Estados Unidos                        | Honduras y Costa Rica1                | Honduras y Costa Rica1                | Honduras y Costa Rica1                | 12                                    |                                       |
| Estados Unidos 2011                       | México                                | 4 - 2                                 | Estados Unidos                        | Panamá y Honduras1                    | Panamá y Honduras1                    | Panamá y Honduras1                    | 12                                    |                                       |
| Estados Unidos 2013                       | Estados Unidos                        | 1 - 0                                 | Panamá                                | México y Honduras1                    | México y Honduras1                    | México y Honduras1                    | 12                                    |                                       |
| Canadá y Estados Unidos 2015              | México                                | 3 - 1                                 | Jamaica                               | Panamá                                | 1 - 1 (3 - 2 pen.)                    | Estados Unidos                        | 12                                    |                                       |
| Estados Unidos 2017                       | Estados Unidos                        | 2 - 1                                 | Jamaica                               | México y Costa Rica1                  | México y Costa Rica1                  | México y Costa Rica1                  | 12                                    |                                       |
| Estados Unidos, Costa Rica y Jamaica 2019 | México                                | 1 - 0                                 | Estados Unidos                        | Haití y Jamaica1                      | Haití y Jamaica1                      | Haití y Jamaica1                      | 16                                    |                                       |
| Estados Unidos 2021                       | Estados Unidos                        | 1 - 0                                 | México                                | Catar y Canadá1                       | Catar y Canadá1                       | Catar y Canadá1                       | 16                                    |                                       |
| Estados Unidos y Canadá 2023              | México                                | 1 - 0                                 | Panamá                                | Jamaica y Estados Unidos1             | Jamaica y Estados Unidos1             | Jamaica y Estados Unidos1             | 16                                    |                                       |
| Estados Unidos y Canadá 2025              | México                                | 2 - 1                                 | Estados Unidos                        | Guatemala y Honduras1                 | Guatemala y Honduras1                 | Guatemala y Honduras1                 | 16                                    |                                       |

Nota: Equipos en cursiva corresponden a equipos invitados.

## Palmarés
La lista a continuación muestra a los 19 equipos que han estado entre los cuatro mejores de alguna edición del torneo. Como en 1993 el partido por el tercer lugar se empató y en 2000 y a partir de 2005 directamente no se realiza, el tercer y cuarto puesto se obtienen por la tabla general de puntos obtenidos durante el torneo.
Cabe destacar que tanto Brasil y Colombia, selecciones que participaron como invitadas de la Conmebol han logrado el subcampeonato, los brasileños en 1996 y 2003, y los colombianos en 2000. Así también la selección de Perú fue invitada en 2000 y obtuvo el cuarto lugar.
En cursiva, se indica el torneo en que el equipo fue local.
| Selección         | Campeón                                                                           | Subcampeón                                   | Tercer puesto                    | Cuarto puesto                    |
| ----------------- | --------------------------------------------------------------------------------- | -------------------------------------------- | -------------------------------- | -------------------------------- |
| México            | 13 (1965, 1971, 1977, 1993, 1996, 1998, 2003, 2009, 2011, 2015, 2019, 2023, 2025) | 3 (1967, 2007, 2021)                         | 5 (1973, 1981, 1991, 2013, 2017) | 1 (1969)                         |
| Estados Unidos    | 7 (1991, 2002, 2005, 2007, 2013, 2017, 2021)                                      | 7 (1989, 1993, 1998, 2009, 2011, 2019, 2025) | 2 (1996, 2003)                   | 2 (2015, 2023)                   |
| Costa Rica        | 3 (1963, 1969, 1989)                                                              | 1 (2002)                                     | 4 (1965, 1971, 1985, 1993)       | 4 (1991, 2003, 2009, 2017)       |
| Canadá            | 2 (1985, 2000)                                                                    |                                              | 2 (2002, 2007)                   | 3 (1977, 1981, 2021)             |
| Honduras          | 1 (1981)                                                                          | 2 (1985, 1991)                               | 4 (1967, 2005, 2009, 2025)       | 5 (1963, 1973, 2011, 2013, 2025) |
| Haití             | 1 (1973)                                                                          | 2 (1971, 1977)                               | 1 (2019)                         |                                  |
| Guatemala         | 1 (1967)                                                                          | 2 (1965, 1969)                               | 1 (2025)                         | 2 (1989, 1996)                   |
| Panamá            |                                                                                   | 3 (2005, 2013, 2023)                         | 2 (2011, 2015)                   |                                  |
| Jamaica           |                                                                                   | 2 (2015, 2017)                               | 1 (2023)                         | 3 (1993, 1998, 2019)             |
| El Salvador       |                                                                                   | 2 (1963, 1981)                               | 1 (1977)                         | 2 (1965, 1985)                   |
| Brasil            |                                                                                   | 2 (1996, 2003)                               | 1 (1998)                         |                                  |
| Trinidad y Tobago |                                                                                   | 1 (1973)                                     | 2 (1989, 2000)                   | 1 (1967)                         |
| Colombia          |                                                                                   | 1 (2000)                                     |                                  | 1 (2005)                         |
| Curazao           |                                                                                   |                                              | 2 (1963, 1969)                   |                                  |
| Catar             |                                                                                   |                                              | 1 (2021)                         |                                  |
| Cuba              |                                                                                   |                                              |                                  | 1 (1971)                         |
| Perú              |                                                                                   |                                              |                                  | 1 (2000)                         |
| Corea del Sur     |                                                                                   |                                              |                                  | 1 (2002)                         |
| Guadalupe         |                                                                                   |                                              |                                  | 1 (2007)                         |

## Estadísticas

### Clasificación histórica
México se sitúa como líder de la clasificación y con el selectivo con más participaciones con veinticinco entre los veinticuatro equipos que alguna vez han participado en el torneo.
Actualizado hasta la edición de 2023.
| Posición | Equipo         | Ediciones | Pts. | PJ  | PG | PE | PP | GF  | GC  | Dif. | Rend.  | Títulos | % Éxito 1 | % Éxito 2 |
| -------- | -------------- | --------- | ---- | --- | -- | -- | -- | --- | --- | ---- | ------ | ------- | --------- | --------- |
| 1        | México         | 25        | 276  | 123 | 85 | 21 | 17 | 271 | 73  | +198 | 74.8%  | 12      | 44.44     | 48        |
| 2        | Estados Unidos | 19        | 241  | 102 | 75 | 16 | 11 | 199 | 66  | +133 | 78.76% | 7       | 25.93     | 36.84     |
| 3        | Costa Rica     | 22        | 164  | 104 | 45 | 29 | 30 | 167 | 109 | +58  | 52.56% | 3       | 11.11     | 13.64     |
| 4        | Honduras       | 22        | 126  | 93  | 35 | 21 | 37 | 128 | 118 | +10  | 45.16% | 1       | 3.7       | 4.55      |
| 5        | Canadá         | 19        | 113  | 76  | 30 | 23 | 23 | 106 | 93  | +13  | 49.56% | 2       | 7.41      | 10.53     |
| 6        | El Salvador    | 19        | 86   | 74  | 22 | 20 | 32 | 81  | 107 | -26  | 38.74% | –       | 0         | 0         |
| 7        | Guatemala      | 20        | 85   | 76  | 21 | 22 | 33 | 87  | 97  | -10  | 37.28% | 1       | 3.7       | 5         |
| 8        | Jamaica        | 15        | 80   | 63  | 23 | 11 | 29 | 72  | 99  | -27  | 42.33% | –       | 0         | 0         |
| 9        | Panamá         | 12        | 77   | 55  | 19 | 20 | 16 | 86  | 67  | +19  | 46.67% | –       | 0         | 0         |
| 10       | Haití          | 16        | 72   | 64  | 20 | 12 | 32 | 63  | 92  | -29  | 37.5%  | 1       | 3.7       | 6.25      |

### Tabla histórica de goleadores
El futbolista estadounidense Landon Donovan es el máximo anotador histórico de la competición con 18 goles desde que debutase en 2000 en la edición celebrada en Estados Unidos, momento en el que igualó y superó al mexicano Luis Roberto Alves, quien hasta entonces comandaba los registros. Destaca además entre los máximos anotadores el ya mencionado Luis Roberto Alves por ser el jugador con mejor promedio anotador de la competición con 1,2 goles por partido, por delante de Javier Hernández y Eduardo Hernández quienes respectivamente acumulan un promedio de 1.17 y de 1.13.
En negrita jugadores en activo seleccionables por su selección.
| Pos. | Jugador            | G. | P. J. | Prom. | Debut                    | Selección      |
| ---- | ------------------ | -- | ----- | ----- | ------------------------ | -------------- |
| 1    | Landon Donovan     | 18 | 34    | 0.53  | Copa Oro 2000            | Estados Unidos |
| 2    | Clint Dempsey      | 13 | 24    | 0.54  | Copa Oro 2005            | Estados Unidos |
| 3    | Luis Roberto Alves | 12 | 10    | 1.20  | Copa Oro 1991            | México         |
| =    | Andrés Guardado    | 12 | 24    | 0.50  | Copa Oro 2007            | México         |
| 5    | Ismael Díaz        | 11 | 13    | 0.85  | Copa Oro 2017            | Panamá         |
| =    | Blas Pérez         | 11 | 21    | 0.52  | Copa Oro 2005            | Panamá         |
| 7    | Raúl Jiménez       | 10 | 17    | 0.59  | Copa Oro 2013            | México         |
| =    | Luis Tejada        | 10 | 20    | 0.50  | Copa Oro 2005            | Panamá         |
| 9    | Eduardo Hernández  | 9  | 8     | 1.13  | Campeonato Concacaf 1963 | El Salvador    |
| =    | Carlos Pavón       | 9  | 10    | 0.90  | Copa Oro 1998            | Honduras       |
| =    | Rodolfo Zelaya     | 9  | 13    | 0.69  | Copa Oro 2009            | El Salvador    |
| =    | Walter Centeno     | 9  | 19    | 0.47  | Copa Oro 2000            | Costa Rica     |
| =    | Eric Wynalda       | 9  | 21    | 0.43  | Copa Oro 1991            | Estados Unidos |
| 14   | Paulo Wanchope     | 8  | 8     | 1.00  | Copa Oro 1998            | Costa Rica     |
| =    | Jonathan David     | 8  | 8     | 1.00  | Copa Oro 2019            | Canadá         |
| =    | Brian McBride      | 8  | 14    | 0.57  | Copa Oro 2000            | Estados Unidos |
| =    | Carlo Costly       | 8  | 14    | 0.57  | Copa Oro 2007            | Honduras       |
| =    | Carlos Ruiz        | 8  | 18    | 0.44  | Copa Oro 2002            | Guatemala      |
| =    | Emmanuel Sanon     | 8  | 18    | 0.44  | Campeonato Concacaf 1971 | Haití          |
| =    | Gabriel Torres     | 8  | 18    | 0.44  | Copa Oro 2011            | Panamá         |
| 21   | Jesús Ferreira     | 7  | 5     | 1.40  | Copa Oro 2023            | Estados Unidos |
| =    | Javier Hernández   | 7  | 6     | 1.17  | Copa Oro 2011            | México         |
| =    | Eduardo Bennett    | 7  | 10    | 0.70  | Copa Oro 1991            | Honduras       |
| =    | Jared Borgetti     | 7  | 13    | 0.54  | Copa Oro 2003            | México         |

### Jugadores con más partidos
Nota: En negrita jugadores seleccionables por su selección.
| Pos. | Jugador          | P. J. | G. | Prom. | Debut         | Selección      |
| ---- | ---------------- | ----- | -- | ----- | ------------- | -------------- |
| 1    | Landon Donovan   | 34    | 18 | 0.53  | Copa Oro 2000 | Estados Unidos |
| 2    | Gabriel Gómez    | 31    | 3  | 0.10  | Copa Oro 2005 | Panamá         |
| 3    | Celso Borges     | 29    | 5  | 0.17  | Copa Oro 2009 | Costa Rica     |
| 4    | Jaime Penedo     | 28    | 0  | 0     | Copa Oro 2005 | Panamá         |
| =    | Edson Álvarez    | 28    | 3  | 0.11  | Copa Oro 2017 | México         |
| 6    | Alberto Quintero | 27    | 2  | 0.07  | Copa Oro 2011 | Panamá         |
| =    | Aníbal Godoy     | 27    | 0  | 0     | Copa Oro 2011 | Panamá         |
| =    | Jesús Gallardo   | 27    | 0  | 0     | Copa Oro 2017 | México         |
| 9    | Michael Bradley  | 25    | 3  | 0.12  | Copa Oro 2007 | Estados Unidos |
| =    | Román Torres     | 25    | 2  | 0.08  | Copa Oro 2007 | Panamá         |
| =    | Guillermo Ochoa  | 25    | 0  | 0     | Copa Oro 2007 | México         |
| 12   | Andrés Guardado  | 24    | 12 | 0.50  | Copa Oro 2007 | México         |
| =    | Clint Dempsey    | 24    | 13 | 0.54  | Copa Oro 2005 | Estados Unidos |
| 14   | DaMarcus Beasley | 23    | 6  | 0.26  | Copa Oro 2002 | Estados Unidos |
| =    | Bryan Ruiz       | 23    | 4  | 0.17  | Copa Oro 2005 | Costa Rica     |
| =    | Maynor Figueroa  | 23    | 1  | 0.04  | Copa Oro 2005 | Honduras       |
| =    | Kasey Keller     | 23    | 0  | 0     | Copa Oro 1996 | Estados Unidos |
| 18   | Boniek García    | 22    | 0  | 0     | Copa Oro 2005 | Honduras       |
| =    | Gyasi Zardes     | 22    | 6  | 0.27  | Copa Oro 2015 | Estados Unidos |
| =    | Harold Cummings  | 22    | 0  | 0     | Copa Oro 2011 | Panamá         |
| =    | Kemar Lawrence   | 22    | 1  | 0.05  | Copa Oro 2015 | Jamaica        |
| =    | Orbelín Pineda   | 22    | 6  | 0.27  | Copa Oro 2017 | México         |

### Goles
Durante las 26 ediciones de la Copa de Oro disputadas hasta 2021, se han anotado 1711 goles. A nivel de torneos, la Copa de Oro de la Concacaf 2019 es la que ha tenido mayor número de goles, con 96 anotaciones en sus 31 partidos disputados, mientras el menor número fue en 2002 con 39 goles. Considerando el número de partidos, el mayor número de goles por partido fue en la Copa Oro 1993, con 3,75 tantos por encuentro; la cifra menor, en tanto, fue de 1,67 goles por partido en 1989. 
El partido con más goles anotados fue el disputado entre Trinidad y Tobago y Antigua y Barbuda en la Copa de Naciones 1973, el cual finalizó con una victoria trinitense por 11:1, siendo también la mayor goleada en la historia del torneo. La final con más anotaciones, en tanto, fue la disputada en 2011 por Estados Unidos y México, que terminó con la victoria de los aztecas por 4:2. Por otro lado, las finales entre Estados Unidos y Honduras; y Estados Unidos y Panamá en 1991 y 2005 finalizaron sin goles, por lo que se recurrió a una serie de penaltis, donde los norteamericanos pudieron levantar la copa en ambas finales.
A continuación se listan las mayores goleadas en la Copa Oro de la Concacaf con diferencia de 6 o más goles: 
| Selección      | Resultado | Selección              | Edición                                   |
| -------------- | --------- | ---------------------- | ----------------------------------------- |
| México         | 9:0       | Martinica              | Estados Unidos y México 1993              |
| México         | 8:0       | Jamaica                | El Salvador 1963                          |
| México         | 8:0       | Antillas Neerlandesas  | Haití 1973                                |
| México         | 8:0       | Canadá                 | Estados Unidos y México 1993              |
| México         | 8:1       | Surinam                | México 1977                               |
| México         | 7:0       | Cuba                   | Estados Unidos, Costa Rica y Jamaica 2019 |
| Canadá         | 7:0       | Cuba                   | Estados Unidos, Costa Rica y Jamaica 2019 |
| Honduras       | 7:1       | Granada                | Estados Unidos 2011                       |
| Costa Rica     | 6:0       | Jamaica                | El Salvador 1963                          |
| Costa Rica     | 6:0       | Antillas Neerlandesas  | Guatemala 1965                            |
| Estados Unidos | 6:0       | San Cristóbal y Nieves | Canadá y Estados Unidos 2023              |

## Premios y reconocimientos
A lo largo de su historia la organización de la CONCACAF dispone la entrega de diversos premios de acuerdo a la participación de los equipos y jugadores a lo largo del torneo. Sin lugar a dudas el principal premio es el título de campeón del evento; El equipo que logra coronarse como campeón recibe la copa. 
Sin embargo desde la fundación de la Copa de Oro en 1991, se han destacado diversos reconocimientos individuales tales como el goleador del certamen, el jugador más valioso, el mejor guardameta, y en equipo como el premio al juego limpio. Actualmente se premia al mejor jugador con el Balón de Oro, al goleador con el Botín de Oro y se distingue al cuadro estelar, es decir los mejores futbolistas del certamen.

### Goleadores
Desde el inicio del torneo, uno de los premios más importantes es el que se le da al goleador del evento, es decir, el jugador que anota más goles durante la realización del torneo. Desde la Copa de Oro de 2011 el premio fue instituido oficialmente como el «Botín de Oro». Si hay dos o más jugadores con la misma cantidad de goles, cada uno recibe el premio correspondiente, sin tomar en cuenta la cantidad de minutos jugados por cada uno o si los goles fueron anotados en penaltis.
| Edición | Goleador | Goles |
| ------- | --- | ----- |
| 1963    | Eduardo Hernández | 8     |
| 1965    | Ernesto Cisneros | 5     |
| 1967    | 3 jugadores Manuel Recinos Raúl Arellano Luis Estrada                                                                           | 3     |
| 1969    | Víctor Ruiz | 4     |
| 1971    | 3 jugadores Roberto Rodríguez Roy Sáenz Pierre Bayonne                                                                          | 3     |
| 1973    | Steve David | 6     |
| 1977    | Víctor Rangel | 6     |
| 1981    | Hugo Sánchez | 3     |
| 1985    | Roberto Figueroa | 5     |
| 1989    | 8 jugadores Evaristo Coronado Juan Cayasso Leonidas Flores Raúl Chacón Julio Rodas Leonson Lewis Kerry Jamerson Philibert Jones | 2     |
| 1991    | Benjamín Galindo | 4     |
| 1993    | Luis Roberto Alves | 11    |
| 1996    | Eric Wynalda | 4     |
| 1998    | Luis Hernández | 4     |
| 2000    | Carlo Corazzin | 4     |
| 2002    | Brian McBride | 4     |
| 2003    | 2 jugadores Walter Centeno Landon Donovan                                                                                       | 4     |
| 2005    | 5 jugadores DaMarcus Beasley Landon Donovan Carlos Ruiz Wilmer Velásquez Luis Tejada                                            | 3     |
| 2007    | Carlos Pavón | 5     |
| 2009    | Miguel Sabah | 4     |
| 2011    | Javier Hernández | 7     |
| 2013    | 3 jugadores Landon Donovan Chris Wondolowski Gabriel Torres                                                                     | 5     |
| 2015    | Clint Dempsey | 7     |
| 2017    | 3 jugadores Kévin Parsemain Alphonso Davies Jordan Morris                                                                       | 3     |
| 2019    | Jonathan David | 6     |
| 2021    | Almoez Ali | 4     |
| 2023    | Jesús Ferreira | 7     |
| 2025    | Ismael Díaz | 6     |

### Jugador más valioso
El «Jugador más valioso» es mejor jugador de cada edición de la Copa Oro.
| Edición | Jugador                | Edición | Jugador            | Edición | Jugador          | Edición | Jugador        |
| ------- | ---------------------- | ------- | ------------------ | ------- | ---------------- | ------- | -------------- |
| 1991    | Tony Meola             | 1993    | Ramón Ramírez      | 1996    | Raúl Lara        | 1998    | Kasey Keller   |
| 2000    | Craig Forrest          | 2002    | Brian McBride      | 2003    | Jesús Arellano   | 2005    | Luis Tejada    |
| 2007    | Julián de Guzmán       | 2009    | Giovani dos Santos | 2011    | Javier Hernández | 2013    | Landon Donovan |
| 2015    | Andrés Guardado        | 2017    | Michael Bradley    | 2019    | Raúl Jiménez     | 2021    | Héctor Herrera |
| 2023    | Adalberto Carrasquilla | 2025    | Edson Álvarez      |         |                  |         |                |

## Selecciones invitadas
Desde la edición de 1996, se acostumbró por varios años a que hubiese seleccionados invitados al certamen, que no pertenecen a CONCACAF. En total, han participado siete equipos invitados, pertenecientes a Conmebol, AFC y CAF.
Dentro de las selecciones invitadas, el mejor resultado fue conseguido por Brasil, con dos subcampeonatos (1996 y 2003). A su vez, Brasil y Colombia fueron las selecciones que más fueron invitadas, con tres participaciones.

### Conmebol

#### Brasil
Brasil fue la selección invitada más exitosa, al alcanzar el segundo lugar en su participación en 1996. En aquella oportunidad, derrotó a Estados Unidos en semifinales y cayó con México en la final. Mismo panorama tuvo en su participación en 2003, cuando superó a los estadounidenses en semifinales y fue derrotado frente a los mexicanos en la final.
También fue la selección que más veces fue invitada, junto con Colombia. Además, formó parte de la copa en 1998, en donde perdió en semifinales con Estados Unidos.

#### Colombia
Colombia es la selección que más veces fue invitada, junto con Brasil (tres oportunidades). Fue invitada en la copa de 2000, avanzando hasta la final. En aquella oportunidad, perdió con Canadá. También estuvo en 2003 y 2005, perdiendo en cuartos de final frente a Brasil, y en semifinales frente a Panamá, respectivamente.

#### Ecuador
Ecuador participó en 2002. En esa copa, no pudo avanzar de la fase de grupos.

#### Perú
Perú estuvo invitado a la edición de 2000. El seleccionado no pudo superar a su par de Colombia en las semifinales.

### AFC

#### Catar
Catar formó parte de la copa en 2021 estando en el grupo D. Pasó como líder de su grupo y llegó a la semifinales de la copa siendo eliminado por Estados Unidos con un marcador de 1-0. Dos años después, en la 2023, los asiáticos nuevamente pasaron la fase de grupos, pero está vez fueron eliminados en la fase de los cuartos de final por Panamá.

#### Corea del Sur
La selección asiática tuvo su debut en la edición de 2000, quedando eliminada en la primera fase. En 2002, volvió a participar, avanzando hasta las semifinales.

#### Arabia Saudita
Arabia Saudita fue invitada para participar de las ediciones de 2025 y 2027. En la edición de 2025 formó parte del grupo D, donde clasificó como segunda en su zona, ya en cuartos de final, fueron eliminados por México tras perder 2-0.

### CAF

#### Sudáfrica
Los sudafricanos formaron parte de la copa en 2005. En su única participación, superaron la fase de grupos, pero perdieron en cuartos de final con Panamá vía penales.